# 키아나 스미스
키아나 스미스 (Kianna Smith, 1999년 6월 10일 ~ )는 미국의 농구 선수이다. 포지션은 콤보 가드이며 WNBA 로스앤젤레스 스파크스와 한국여자프로농구 용인 삼성생명 블루밍스 소속이다.

## 개인사
존 스미스와 켈리 스미스(최원선)의 딸로 태어났다. 아버지 존 스미스는 캘리포니아 폴리테크닉 주립대학 남자 농구팀의 감독을 맡고있다.